# Norberto Anido
Norberto Anido (Avellaneda, 2 settembre 1933 – 5 gennaio 1985) è stato un calciatore argentino, di ruolo difensore.

## Carriera

### Club
Eccezion fatta per la stagione 1965-66 in cui ha giocato in Colombia, ha sempre militato in squadre argentine, specie nel Racing Club Avellaneda, con cui ha vinto 2 campionati.

### Nazionale
Ha disputato tre partite per la nazionale argentina nel 1959.

## Palmarès

### Giocatore

#### Competizioni nazionali
- Campionato argentino: 2

Racing Club: 1958, 1961